# „Heroes”
„Heroes” (cudzysłowy są częścią tytułu) – album Davida Bowiego wydany w 1977 roku. Stanowi drugą część berlińskiej trylogii Davida Bowiego i Briana Eno (pozostałe wydawnictwa to Low i Lodger). „Heroes” jest podobny brzmieniowo do Low, ale o mocniejszym i bardziej „instynktownym” charakterze. Tak naprawdę, jako jedyna z trzech płyt tworzących trylogię może być określana berlińską, gdyż w przeciwieństwie do pozostałych została w całości nagrana w tym mieście. Tytułowy utwór pozostaje jedną z najbardziej znanych piosenek Bowiego. Opowiada o parze kochanków spotykających się przy Murze Berlińskim. Album jest uważany przez krytyków za jeden z najlepszych w dyskografii muzyka, między innymi dzięki udziałowi w jego nagrywaniu gitarzysty Roberta Frippa (przyleciał z USA na jeden dzień, żeby uczestniczyć w sesji nagraniowej). John Lennon podczas wywiadów na temat powstawania albumu Double Fantasy z 1980 roku mówił, że jego ambicją było „...zrobienie czegoś tak dobrego jak „Heroes””.

## Produkcja
Album był nagrywany w studiach Hansa Records w Berlinie Zachodnim. „Heroes” był odbiciem zeitgeist epoki zimnej wojny, którą symbolizowało podzielone miasto. Współproducent Tony Visconti uważał pracę przy albumie za „...jedną z moich ostatnich wielkich przygód. Studio było położone około 500 jardów od Muru Berlińskiego. Czerwona Gwardia mogła zaglądać do okna naszej reżyserki przez potężne lornetki.”
Album „Heroes” jest pełen krautrockowych wpływów. Tytuł jest ukłonem w stronę piosenki „Hero” z płyty Neu! '75 niemieckiego zespołu Neu!. Piosenka V-2 Schneider została nazwana na cześć członka zespołu Kraftwerk – Floriana Schneidera. Zdjęcie na okładce było inspirowane Roquairolem Ericha Heckela, podobnie jak wydanego w tym samym roku albumu Iggy’ego Popa (we współpracy z Bowiem) – The Idiot.

## Wydanie
Album „Heroes” był reklamowany przez RCA Records następującym zdaniem: „Jest Old Wave. Jest New Wave. I jest David Bowie...” Został wydany jesienią 1977 roku i spotkał się z pozytywnym przyjęciem przez krytyków. Zarówno Melody Maker, jak i NME nazwały go albumem roku. Osiągnął trzecie miejsce na brytyjskiej liście przebojów, na której utrzymywał się przez 26 tygodni. W Stanach Zjednoczonych był mniej popularny, jego najwyższą pozycją była 35.
Wiele z piosenek zawartych na albumie było granych przez Bowiego na koncertach i znalazło się następnie na albumie koncertowym z 1978 roku – Stage. Philip Glass zaadaptował niektóre z nich do swojej „Heroes” Symphony, stanowiącą parę z wcześniejszą Low Symphony. Utwór tytułowy był wykorzystywany przez wielu artystów, podczas gdy „The Secret Life of Arabia” był wykonywany przez Billy’ego Mackenziego w 1982 roku na albumie grupy B.E.F. (British Electric Foundation) (wczesna inkarnacja Heaven 17) zatytułowanym Music of Quality and Distinction.

## Lista utworów
Tekst do wszystkich utworów napisał David Bowie. Jeśli nie jest zaznaczone inaczej, muzyka jest również jego dziełem.
| 1.  | „Beauty and the Beast”                                  | 3:32  |
|     |                                                         |       |
| 2.  | „Joe the Lion”                                          | 3:05  |
|     |                                                         |       |
| 3.  | „Heroes” (Bowie, Brian Eno)                             | 6:07  |
|     |                                                         |       |
| 4.  | „Sons of the Silent Age”                                | 3:15  |
|     |                                                         |       |
| 5.  | „Blackout”                                              | 3:50  |
|     |                                                         |       |
| 6.  | „V-2 Schneider”                                         | 3:10  |
|     |                                                         |       |
| 7.  | „Sense of Doubt”                                        | 3:57  |
|     |                                                         |       |
| 8.  | „Moss Garden” (Bowie, Eno)                              | 5:03  |
|     |                                                         |       |
| 9.  | „Neuköln” (Bowie, Eno)                                  | 4:34  |
|     |                                                         |       |
| 10. | „The Secret Life of Arabia” (Bowie, Eno, Carlos Alomar) | 3:46  |
|     |                                                         |       |
|     |                                                         | 40:19 |
|     |                                                         |       |

## Wznowienia
Album był dwukrotnie wznawiany i wydawany na płycie kompaktowej. Po raz pierwszy w 1991 przez Rykodisc (zawierał dwa bonusowe utwory). Po raz drugi w 1999 roku przez EMI (ze zremasterowanym dźwiękiem, bez utworów bonusowych).

### Utwory bonusowe z 1991 roku
| 1. | „Abdulmajid” (poprzednio niewydany utwór, nagrany w latach 1976–1979) | 3:40  |
|    |                                                                       |       |
| 2. | „Joe the Lion” (zremiksowana wersja w roku 1991)                      | 5:18  |
|    |                                                                       |       |
|    |                                                                       | 08:58 |
|    |                                                                       |       |

## Muzycy
- David Bowie – śpiew, instrumenty klawiszowe, gitary, saksofon, koto, chórki
- Carlos Alomar – gitara rytmiczna
- Dennis Davis – instrumenty perkusyjne
- George Murray – gitara basowa
- Brian Eno – syntezatory, instrumenty klawiszowe, gitary
- Robert Fripp – gitara prowadząca
- Tony Visconti – chórki
- Antonia Maass – chórki

## Listy przebojów
Album
| Rok  | Lista                | Pozycja |
| ---- | -------------------- | ------- |
| 1977 | UK Albums Chart      | 3       |
| 1977 | Billboard Pop Albums | 35      |

Singel
| Rok  | Singel               | Lista            | Pozycja |
| ---- | -------------------- | ---------------- | ------- |
| 1977 | Heroes               | UK Singles Chart | 24      |
| 1978 | Beauty and the Beast | UK Singles Chart | 39      |